# Rutland (City)
Rutland ist eine City im Rutland County des Bundesstaats Vermont in den Vereinigten Staaten und der Verwaltungssitz des Countys mit 15.807 Einwohnern (laut Volkszählung des Jahres 2020). Die Stadt wurde 1892 als dritte eigenständige Gemeinde (nach West Rutland und Proctor, beide 1886) aus dem gleichnamigen Verwaltungsbezirk ausgegliedert. Rutland City ist der Verwaltungssitz (Shire Town) des Countys.

## Geografie

### Geografische Lage
Rutland liegt im Zentrum des Rutland Countys und westlich der Green Mountains im breiten Tal des Otter Creeks, im Zentrum der umgebenden Town Rutland.

### Nachbargemeinden
Alle Entfernungen sind als Luftlinien zwischen den offiziellen Koordinaten der Orte aus der Volkszählung 2010 angegeben.
- Norden: Brandon, 24 km
- Osten: Woodstock, 37 km
- Süden: Wallingford, 14 km
- Südwest: Poultney, 24 km
- Westen: West Rutland, 6 km
- Nordwest: Benson, 30 km

### Klima
Die mittlere Durchschnittstemperatur in Rutland liegt zwischen −6,7 °C (20 °Fahrenheit) im Januar und 21,7 °C (71 °Fahrenheit) im Juli. Damit ist der Ort gegenüber dem langjährigen Mittel der USA um etwa 10 Grad kühler. Die Schneefälle zwischen Oktober und Mai liegen mit mehr als zwei Metern erheblich höher als die mittlere Schneehöhe in den USA, die tägliche Sonnenscheindauer liegt am unteren Rand des Wertespektrums der USA. Im Zeitraum von Mitte Oktober bis Mitte Dezember sogar erheblich darunter.

## Geschichte

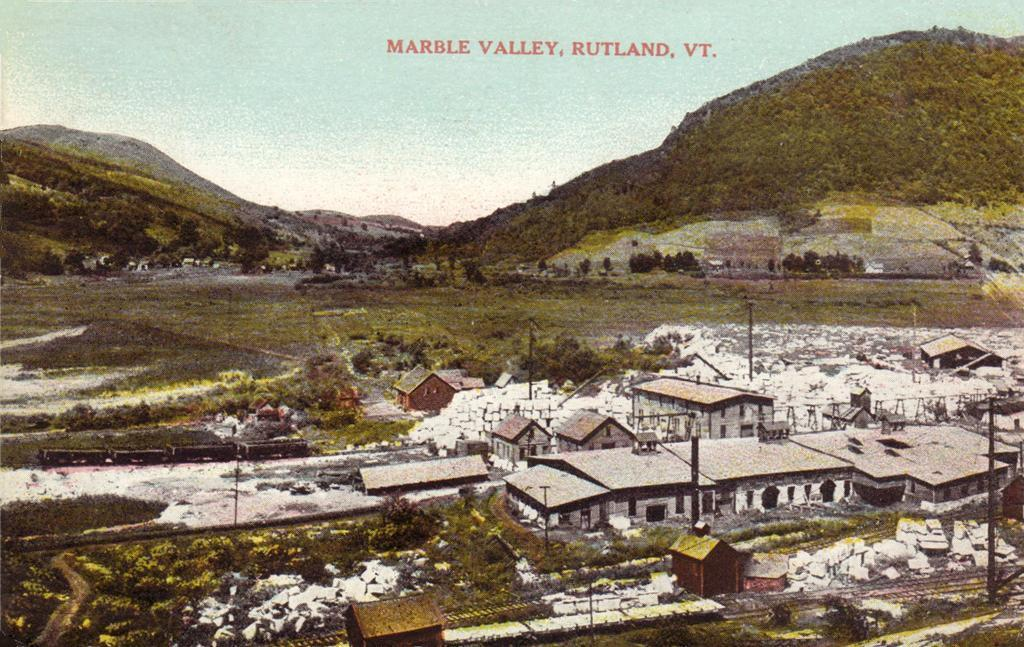
Marmorbruch in Rutland

Nach dem Aufstieg des Areals als Industriezentrum und wichtigem Marmorproduzenten sowie dem Anschluss an das Eisenbahnnetz 1851 wurde der Hauptort 1886 zum „village“ und am 17. November 1892 zur eigenständigen Stadt erklärt. Damit festigte Rutland seinen Status als kulturelles und geschäftliches Zentrum der Gegend. Sein größtes Theater – heute als „Paramount Theater“ wieder in Betrieb – wies rund 1000 Sitzplätze auf. 1893 wurde die seit 1885 bestehende Pferdebahn durch eine elektrisch betriebene Straßenbahn ersetzt, die bis 1923 in Betrieb war, aber dann vom aufkommenden Automobil verdrängt wurde.

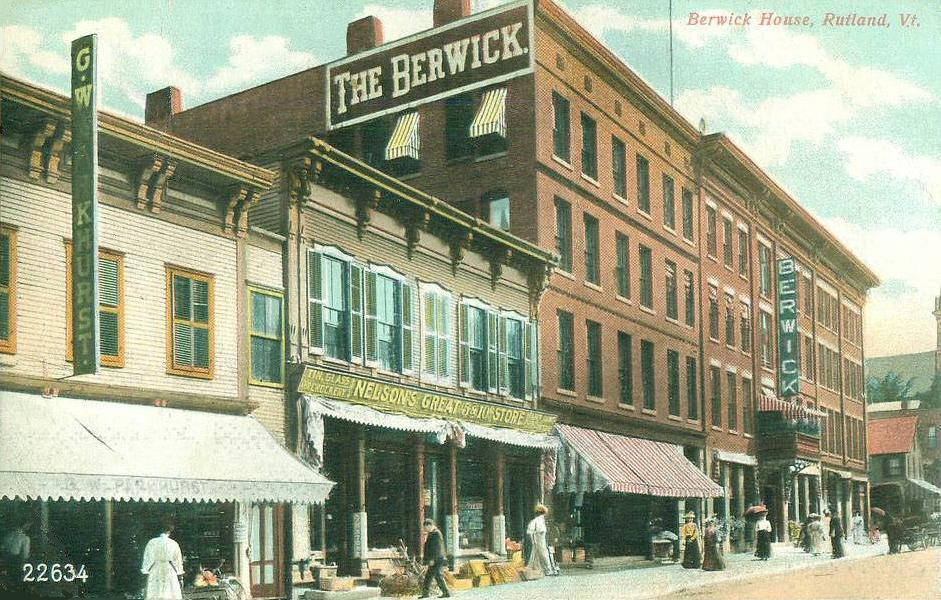
Berwick House, 1907

Mit der Weltwirtschaftskrise ab 1929 begann der wirtschaftliche Abstieg der Stadt, der sich nach dem Zweiten Weltkrieg verschärfte und bis heute andauert. Ein wichtiger Grund war die Änderung des Baustils bei Prachtgebäuden: Glas und Stahl verdrängten den Marmor. Die Steinbrüche der Umgebung waren nicht mehr ausgelastet; der Niedergang des Eisenbahnverkehrs in den USA zugunsten des Autos und des Flugzeuges schnitt die Stadt zunehmend von günstigen Schwertransportwegen ab. 1953 endete der Personenverkehr auf der Schiene, 1963 wurde die Rutland Railway vollständig aufgegeben. Der Versuch, den gemahlenen Marmor als Bestandteil von Zahnpasta zu vermarkten war zeitweise erfolgreich, rettete den Industriezweig aber nur für wenige Jahre. In den 1980er und 1990er Jahren mussten die Marmorbrüche der Umgebung stillgelegt werden, was zu Arbeitsplatzabbau und Abwanderung von Arbeitskräften führte. Zwischen 1970 und 2000 ging die Bevölkerungszahl Rutlands entgegen dem Trend in den USA und in Vermont um mehr als 10 % von 19.293 auf 17.292 Einwohner zurück. Inzwischen ist der wichtigste Industriezweig in Rutland der Maschinenbau; größter Arbeitgeber der Stadt ist General Electric.
Mit einer großen Handelsmesse, sommerlichen Veranstaltungen und der Förderung des Wintersporttourismus versucht die Stadt seither, sich eine neue wirtschaftliche Grundlage zu geben. Zudem wurde mit dem Ethan Allen Express wieder eine tägliche Personenzugverbindung nach New York City durch die Amtrak aufgenommen; weitere Strecken wurden für den Güterverkehr wiedereröffnet. Auch der öffentliche Personennahverkehr existiert wieder, diesmal als städtischer Busverkehr. Bis 2007 war dieser Service kostenlos, wurde dann aber bei Anstieg der Benzinpreise mit einem pauschalen Fahrpreis von 50 Cent pro Fahrt belegt.
In der Stadt werden alle Schulformen bis einschließlich des College angeboten. Eine öffentliche Bücherei rundet das Bildungsangebot ab. Das städtische Hospital wurde 1895 gegründet und versorgt seit 1958 die Bürger der Stadt in einem neuen, inzwischen mehrfach erweiterten Bau.
Viele Gebäude Rutlands sind im National Register of Historic Places eingetragen, darunter große, zusammenhängende Teile der Innenstadt.

## Einwohnerentwicklung
| Volkszählungsergebnisse - City of Rutland, Vermont | Volkszählungsergebnisse - City of Rutland, Vermont | Volkszählungsergebnisse - City of Rutland, Vermont | Volkszählungsergebnisse - City of Rutland, Vermont | Volkszählungsergebnisse - City of Rutland, Vermont | Volkszählungsergebnisse - City of Rutland, Vermont | Volkszählungsergebnisse - City of Rutland, Vermont | Volkszählungsergebnisse - City of Rutland, Vermont | Volkszählungsergebnisse - City of Rutland, Vermont | Volkszählungsergebnisse - City of Rutland, Vermont | Volkszählungsergebnisse - City of Rutland, Vermont |
| Jahr                                               | 1900                                               | 1910                                               | 1920                                               | 1930                                               | 1940                                               | 1950                                               | 1960                                               | 1970                                               | 1980                                               | 1990                                               |
| -------------------------------------------------- | -------------------------------------------------- | -------------------------------------------------- | -------------------------------------------------- | -------------------------------------------------- | -------------------------------------------------- | -------------------------------------------------- | -------------------------------------------------- | -------------------------------------------------- | -------------------------------------------------- | -------------------------------------------------- |
| Einwohner                                          | 11.499                                             | 13.546                                             | 14.954                                             | 17.315                                             | 17.082                                             | 17.659                                             | 18.325                                             | 19.293                                             | 18.436                                             | 18.230                                             |
| Jahr                                               | 2000                                               | 2010                                               | 2020                                               | 2030                                               | 2040                                               | 2050                                               | 2060                                               | 2070                                               | 2080                                               | 2090                                               |
| Einwohner                                          | 17.292                                             | 16.495                                             | 15.807                                             |                                                    |                                                    |                                                    |                                                    |                                                    |                                                    |                                                    |

## Wirtschaft und Infrastruktur
In Rutland hat das Entsorgungsunternehmen Casella Waste Systems seinen Sitz.

### Verkehr

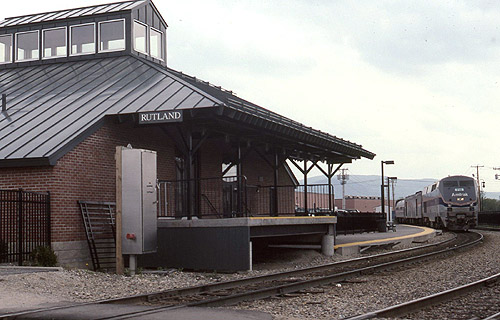
Ethan Allen Express im Bahnhof Rutland

Rutland wird durch den U.S. Highway 7, der von Norden nach Süden durch die Ortschaft führt, mit Pittsford im Norden und Clarendon im Süden verbunden. Der U.S. Highway 4 zweigt im Zentrum vom Highway 7 ab und führt in östlicher Richtung nach Mendon. In Rutland gibt es eine Station der Amtrak.

### Öffentliche Einrichtungen
Das Rutland Regional Medical Center ist für Rutland und für die Umgebung das lokale Krankenhaus.

### Bildung

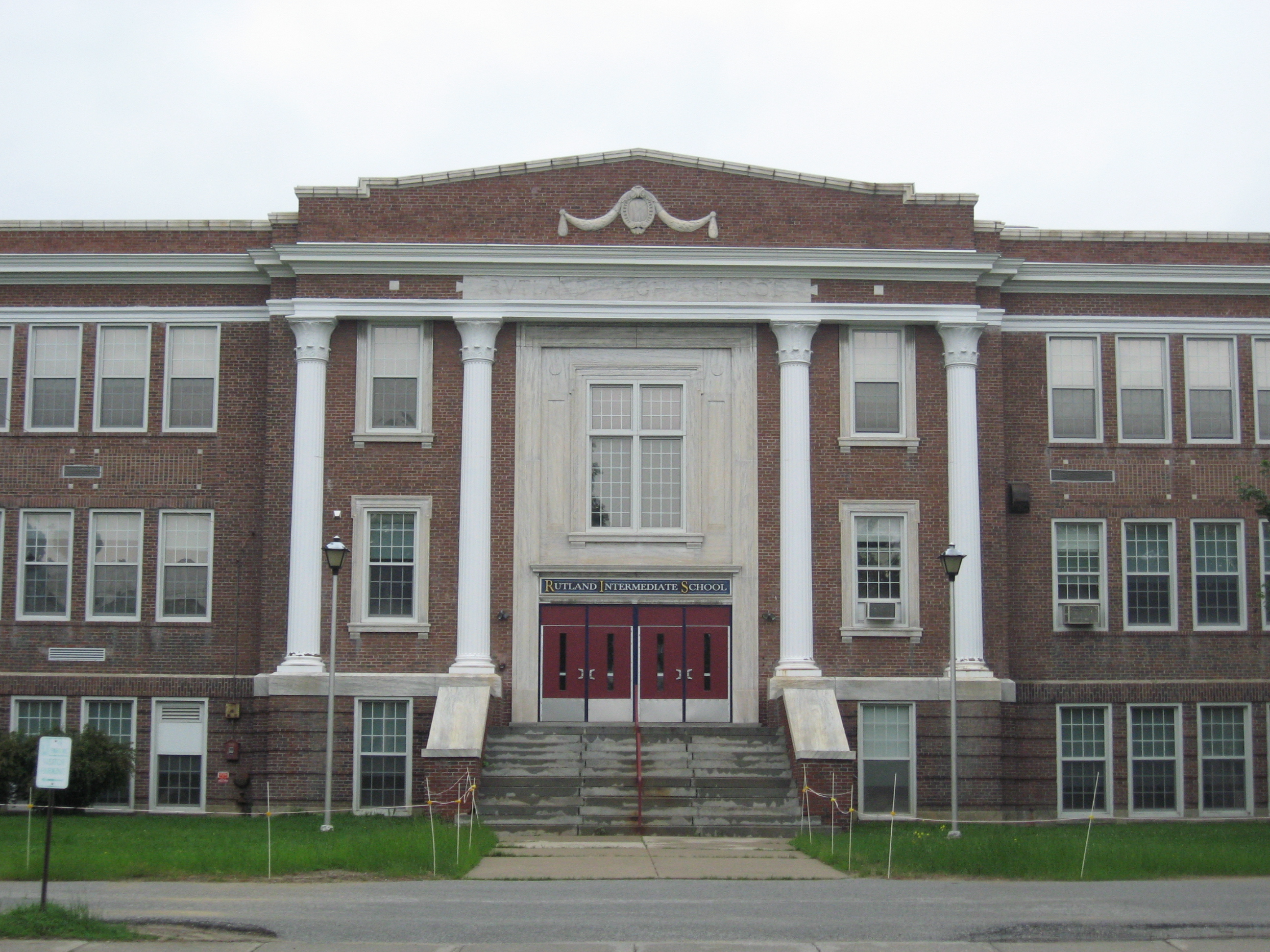
Rutland Intermediate School

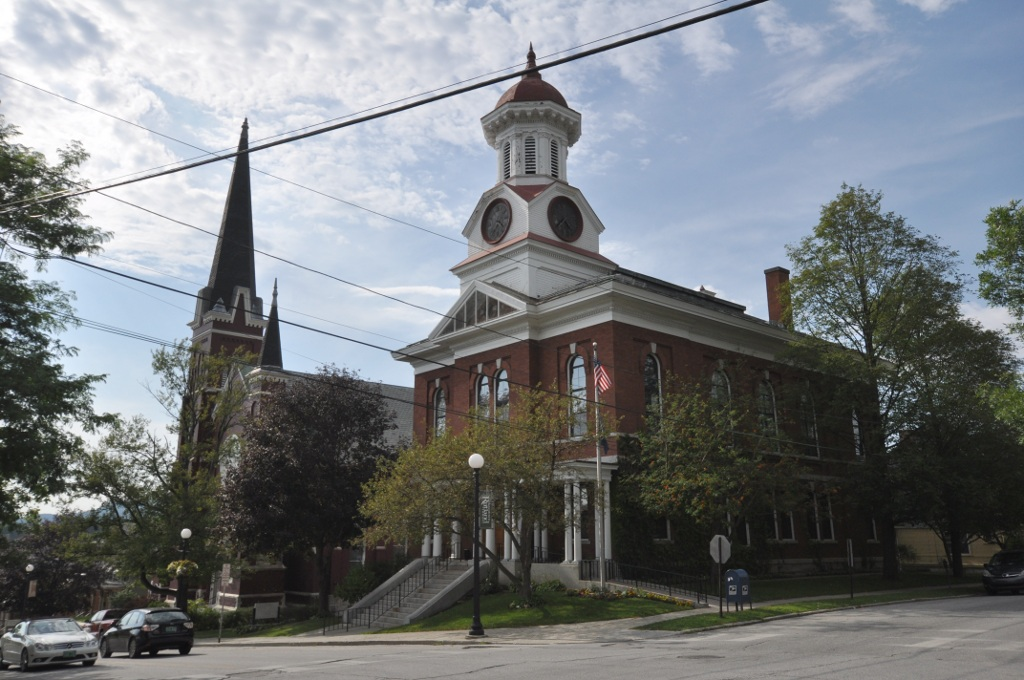
Rutland Free Library

Rutland hat mit dem Rutland City School District einen eigenen Schulbezirk. Zu diesem gehören:
- Rutland High School mit den Schulklassen 9–12
- Rutland Middle School mit den Schulklassen 7–8
- Rutland Intermediate School mit den Schulklassen 3–6
- Northeast Primary School mit den Schulklassen K-2
- Northwest Primary School mit den Schulklassen K-2

Zudem gibt es mehrere private Schulen:
- Catholic Christ the King School (Grundschule)
- Mount Saint Joseph Academy mit den Schulklassen 9–12
- Rutland Area Christian School mit den Schulklassen Kindergarten-12

Außerdem befinden sich zwei Colleges in Rutland City:
- St. Joseph in Vermont (ursprünglich College of Saint Joseph the Provider)
- Community College of Vermont (CCV)

Die Rutland Free Library befindet sich in der Court St., Rutland. Gegründet wurde die Bücherei im Jahr 1886, zunächst beheimatet in der Old Memorial Hall an der West Street, wurde die Bücherei 1930 in das alte Gefängnis an der Center Street verlegt.

## Regelmäßige Veranstaltungen
Die Rutland Halloween Parade findet seit 1959 jährlich zu Halloween statt.

## Söhne und Töchter der Stadt
Für Persönlichkeiten, die vor der Stadtgründung 1892 hier geboren wurden, siehe den Artikel über den Bezirk Rutland.
- Robert Stafford (1913–2006), Politiker, Abgeordneter im US-Repräsentantenhaus und Senator
- John J. Daley (1923–2000), Politiker und Vizegouverneur von Vermont
- Frederick M. Reed (1924–2012), US-amerikanischer Jurist und Politiker
- Andrea Mead-Lawrence (1932–2009), Skirennläuferin und Olympiasiegerin
- Jim Jeffords (1934–2014), Politiker und US-Senator
- Aaron Lewis (* 1972), Sänger, Songwriter und Gitarrist